# Sydöst Hulistugan Karlstadvägen
Redigerar Sydöst Hulistugan Karlstadvägen var före 2010 en av SCB avgränsad och namnsatt småort i Sundsvalls kommun. Den omfattade bebyggelse i stadsområdet Granloholm. Området räknas från 2010 som en del av tätorten Sundsvall.